# Barry Opdam
Barry Opdam, född 27 februari 1976 i Leiden, är en nederländsk före detta fotbollsspelare (försvarare).